# 400
Cette page concerne l'année 400  du calendrier julien. Pour l'année 400 av. J.-C., voir 400 av. J.-C. Pour le nombre 400, voir 400 (nombre). Pour l'avion, voir Airbus A400M Atlas.
L'année 400 est une année séculaire et une année bissextile qui commence un dimanche.

## Événements
- 1er janvier : début du consulat de Stilicon et d'Aurélianus. Claudien rédige le panégyrique de Stilicon à la cour de Milan, qui rapporte ses victoires en Bretagne[1].
- 9 janvier : Eudoxie, épouse d'Arcadius, est proclamée Augusta[2].
- 19 mars : passage d'une comète visible entre autres depuis Constantinople ; la population interprète cela comme un mauvais présage[3].
- Fin avril : Gaïnas entre dans Constantinople avec trente-cinq mille hommes[4],[5].
- Mai : Gaïnas demande une église à l'intérieur de Constantinople pour les Goths ariens ; Arcadius refuse après la supplique du patriarche Jean Chrysostome[6].
- 12 juillet : soulèvement de Constantinople, provoqué par la terreur que fait régner depuis le début de l'été Gaïnas, chef des fédérés Goths, qui, ayant pris la ville, dévalise les banques, brûle le palais impérial et - il est arien - tente de s’emparer d’une église chrétienne, ce qui provoque la colère de la population qui massacre 7 000 Goths[5] dans une église où il s’étaient réfugiés. L’autre partie de ses troupes, après avoir échoué à passer en Asie par l’Hellespont défendu par Fravitta, s’enfuit sur la rive gauche du Danube[2].
- 7 septembre : le concile de Tolède condamne le priscillianisme[7].
- 23 décembre : dans leur refuge au-delà du Danube, après leur fuite de Constantinople, Gaïnas et ses Goths sont attaqués par les Huns, qui le massacrent avec ce qui restait de son armée. Sa tête est envoyée par le chef Hun Uldin comme cadeau à Constantinople[4].

- Dynastie chinoise du Liang septentrional dans le Gansu, en Chine (400-421)[8].
- Stilicon ordonne la destruction par le feu des Livres Sibyllins[9].

## Naissances en 400
- Qusay ibn Kilab

## Décès en 400
- Décembre : Gaïnas, général goth favori de l'empereur Arcadius, tué par les Huns.

- Sunnon, roitelet franc.